# Congreso CIJIET

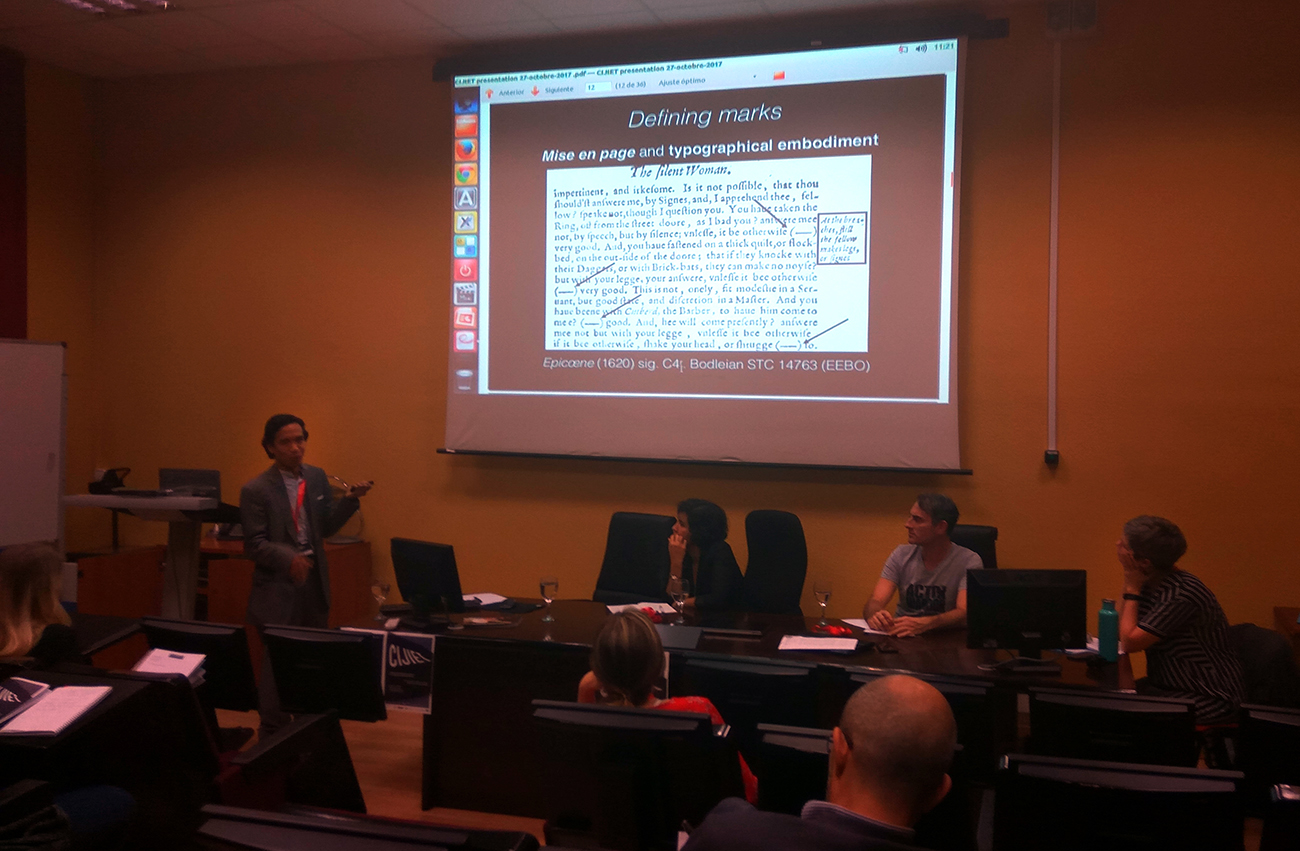
Conferencia en la Universidad de Murcia en el marco del II CIJIET, realizado en 2017.

El Congreso Internacional de Jóvenes Investigadores en Estudios Teatrales es un simposio académico español anual itinerante enfocado en la investigación en artes escénicas tanto desde la parte filológica como desde la vertiente práctica.

## Trayectoria
Creado en la Universidad de Murcia, acogió allí sus dos primeras ediciones, del 2 al 4 de noviembre de 2016 y del 25 al 27 de octubre de 2017. Del 24 al 26 de octubre de 2018 se realizó en la Universidad de Santiago de Compostela su tercera edición. En 2019, del 29 al 31 de octubre, fue sede la Universidad de Valencia y en 2020, del 20 al 23 de octubre, en la Universidad Complutense de Madrid, en colaboración con la Universidad Internacional de La Rioja. Sin embargo, en esta quinta edición las medidas adoptadas de prevención ante la emergencia sanitaria transformaron el encuentro a un evento en línea. La sexta edición tuvo lugar del 3 al 6 de noviembre de 2021 en la Universidad de Sevilla en colaboración con laUniversidad Pablo de Olavide. El séptimo CIJIET está previsto para octubre-noviembre de 2022 en la Universitat Autónoma de Barcelona.

### Contexto

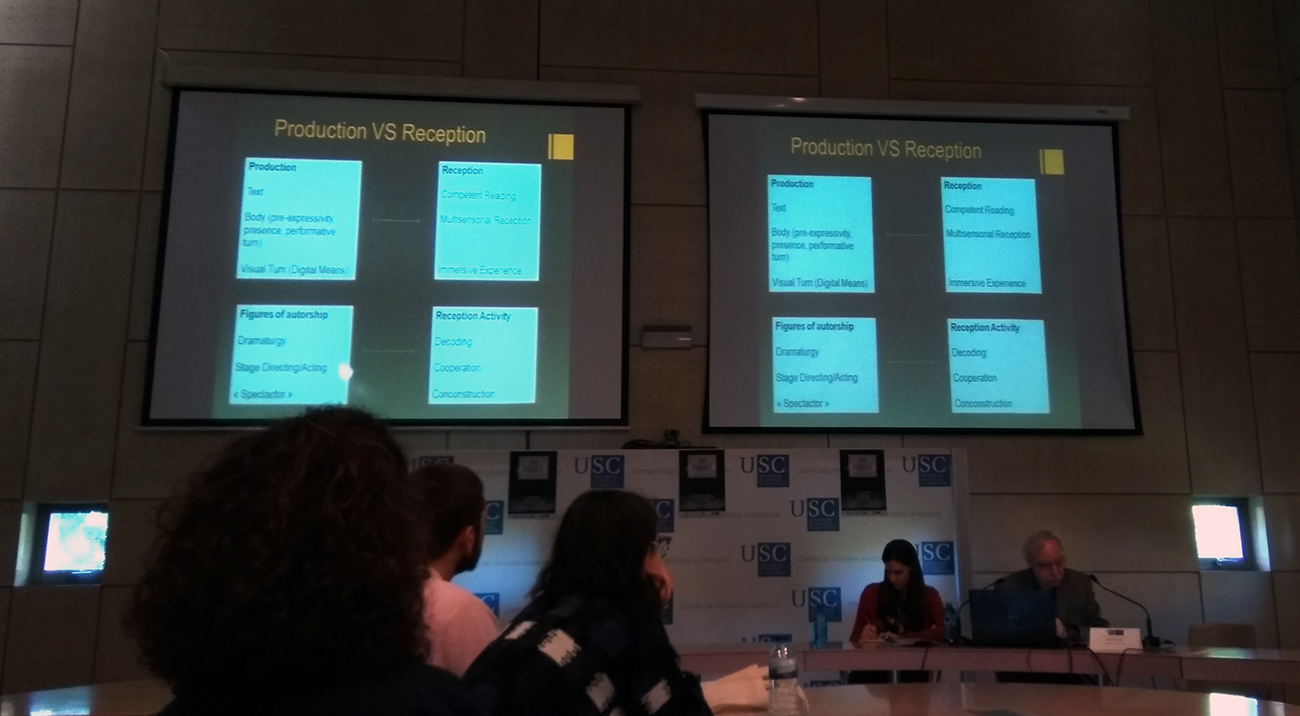
Conferencia en la Universidad de Santiago de Compostela en el marco del III CIJIET, 2018.

Los estudios teatrales son un campo reciente dentro del organigrama académico español, donde hasta hace poco la aproximación principal venía dada por los diversos estudios filológicos. La posibilidad de que profesionales de diversos campos como del teatro profesional o de la arquitectura puedan acceder por medio de másteres en el ámbito de los estudios teatrales a realizar un doctorado en su campo ha hecho aumentar el número y diversidad de las tesis realizadas. El Congreso viene a suplir la necesidad de poder acreditar ponencias, asistencia y, en ocasiones, publicaciones para estos doctorandos, por lo que la asistencia de los diversos CIJIETs ha sido alta y, al ser internacional e incorporar mesas plenarias con reputados investigadores punteros en sus respectivos campos, lo convierte en uno de los congresos en estudios teatrales de referencia en Europa y puente con Hispanoamérica.

### AJIET

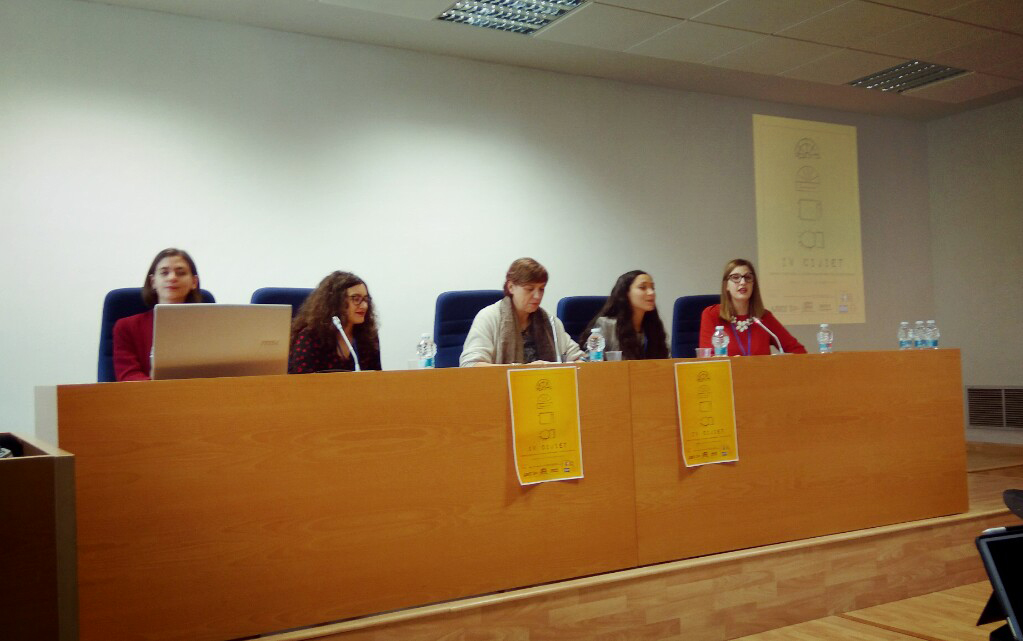
Presentación del IV CIJIET en la Universidad de Valencia, 2019.

El CIJIET está organizado a través de una asociación, la AJIET, que ejerce de organismo de supervisión y apoyo a la Universidad de turno, y, por medio de sus asambleas, decide las siguientes sedes y sus responsables. Este colectivo tiene un marcado carácter joven, tratando de dar cargos y responsabilidades a jóvenes investigadores, por ejemplo con la coordinación ejecutiva.
Las ideadoras y organizadoras de los dos primeros congresos fueron las doctoras Alba Saura Clares y Isabel Guerrero, a partir de su tercera edición es habitual dar roles organizativos a los doctorandos e investigadores que se encargarán del siguiente CIJIET y que los coordinadores del evento sean de la Universidad sede. En la edición de 2018 las responsables fueron las doctoras Belén Tortosa y Cristina Tamames. En 2019 las directoras fueron las doctoras Gemma Burgos Segarra y Alba Bodí García. En 2020 las directoras del V CIJIET fueron las doctoras Jara Martínez Valderas (UCM) y Marga del Hoyo Ventura (UNIR) con coordinación de José Manuel Teira Alcaraz (UCM).